# Ortoepi
Ortoepi (fra græsk ορθοέπεια orthoepeia, af ορθός orthos "korrekt" og έπος epos "ord") betegner læren om korrekt udtale af et sprog. Dette indebærer en standardiseret udtale, som er fri for regionale variationer.
Studiet af ortoepi begyndte hos de græske sofister i det 5. århundrede f.Kr., særligt hos tænkere som Prodikos (ca. 396 f.Kr.) og Protagoras, hvor det også omfattede protologiske begreber.
| Sprog | Spire Denne artikel om sprog er en spire som bør udbygges. Du er velkommen til at hjælpe Wikipedia ved at udvide den. |